# Saint-Martin-d'Aubigny
 Saint-Martin-d'Aubigny  es una población y comuna francesa, situada en la región de Baja Normandía, departamento de Mancha, en el distrito de Coutances y cantón de Périers.

## Demografía
| 558 | 530 | 454 | 417 | 427 | 471 |
| Para los censos de 1962 a 1999 la población legal corresponde a la población sin duplicidades (Fuente: INSEE [Consultar]) |     |     |     |     |     |